# B'nai B'rith

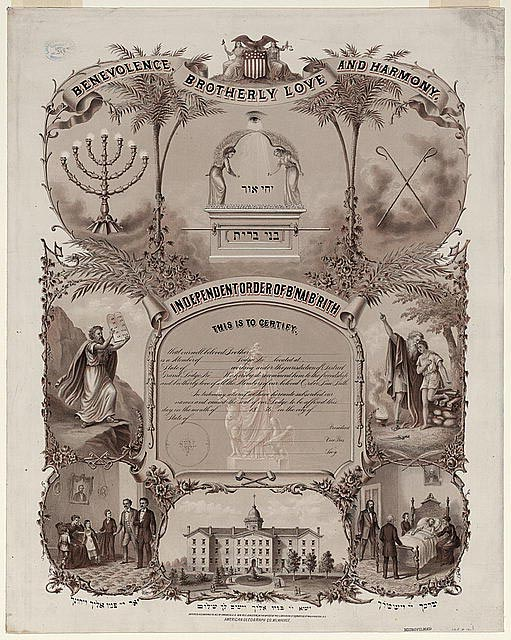
Certificat de pertinença a B'nai B'rith, 1876.

L'Orde Independent dels B'nai B'rith (en hebreu: בני ברית) (en català: "Els fills de l'Aliança") és l'organització jueva més antiga que segueix activa en el món. Seguint el model de les organitzacions maçòniques, que es va fundar a Nova York el 13 octubre 1843 per dotze persones, entre ells Henry Jones i els seus dos germans, immigrants jueus d'Alemanya, que havien pertangut a la Societat dels Germans (Brüder Bund) que va jugar algun paper en el desenvolupament de la Primera Internacional (Associació Internacional dels Treballadors). Volien construir un sistema de suport als immigrants jueus als Estats Units que enfrontaven condicions de vida difícils.
La primera acció concreta va ser la creació d'una pòlissa d'assegurança assignada als membres (la mortalitat dels homes en el treball era important en aquest moment). I les vídues rebien una suma per a les despeses del funeral i una indemnització d'un dòlar a la setmana per la resta de la seva vida. Cada nen rebia una beca i podia aprendre un ofici. És a partir d'aquesta base, l'ajuda i els serveis d'un sistema de lògia fraternal, que la logia creix en nombre de capítols als EUA, i arreu del món.

## Moviment juvenil dels B'nai B'rith
BBYO és un moviment juvenil jueu per a estudiants adolescents, BBYO era abans conegut com a Bnai Brith Youth Organization. En l'any 2002, el moviment es va separar de l'organització dels B'nai B'rith (fills de l'aliança), i el grup va passar a anomenar-se BBYO.
L'organització emfatitza el seu model de lideratge juvenil, en el qual els líders adolescents són triats pels seus companys a un nivell local, regional, i nacional, i se'ls dona l'oportunitat de prendre les seves pròpies decisions programàtiques. La pertinença a BBYO és possible per a qualsevol estudiant jueu. La seva seu central és a Washington DC, en el Districte de Columbia. Hi ha programes locals per a adolescents anomenats BBYO Connect.
BBYO està organitzat en capítols locals de la mateixa manera que les fraternitats i sororitats d'estudiants. Els capítols masculins són coneguts com a capítols AZA, i als seus membres se'ls coneix com a Alephs, els capítols femenins són coneguts com a capítols BBG, van ser en el passat dues organitzacions independents, sent fundades l'any 1924 i el 1944 respectivament, aquestes organitzacions es van convertir en germanes, car totes dues van formar part de B'nai B'rith. Tanmateix, en algunes comunitats hi ha capítols de BBYO que comparteixen les tradicions de les dues organitzacions.